# 4姉妹探偵団
『赤川次郎ミステリー 4姉妹探偵団』（あかがわじろうミステリー・よんしまいたんていだん）は、2008年1月18日から3月14日まで、ABC・テレビ朝日の共同制作により、テレビ朝日系列で毎週金曜日21:00 - 21:54に放送された日本のテレビドラマ。主演は夏帆。

## 概要
赤川次郎の人気ミステリー小説『三姉妹探偵団シリーズ』を原案とし、主人公は4姉妹との設定に変更されている。全話通して視聴率は振るわず、特に第4話（視聴率3.5%）では裏番組に金曜ロードショー『デスノート the Last name』（視聴率23.8%）があったとはいえ、ゴールデンタイムの連続ドラマとしては異例の低視聴率を記録した、もちろん裏番組が通常でも勝つことができなかった。テレ朝関係者によれば「夏帆は連ドラ初主演だが、早すぎた。決して、演技力がないわけではなく、ある程度の人気もあるが、プライムタイムの主演ドラマで数字を取るだけの知名度がなかった」という。

## 登場人物

### 佐々本家
佐々本 夕里子
演 - 夏帆
高校2年生。佐々本4姉妹四女。末っ子だが4姉妹で1番のしっかり者。強気で無鉄砲な性格のため、すぐ事件に首を突っ込んでしまう。無茶な行動をするため、周囲をハラハラさせることが多い。国語が苦手で一般的なことわざや慣用句の意味がわからず、漢字も読めない。科学は得意。
佐々本 真理
演 - 中越典子
国際線の客室乗務員。佐々本4姉妹長女。非常に楽天的な性格で事件に遭遇しても笑って済ましてしまう。イケメンとの玉の輿を狙っている。
佐々本 綾子
演 - 加藤夏希
美術大学3年生。佐々本4姉妹次女。おっとりした性格でとても世間知らずの上、気が弱くすぐに泣き出してしまう。方向音痴。
佐々本 珠美
演 - 市川由衣
「今の世の中では、大学進学や就職をしても何も得をしない」という考えでフリーターになる。佐々本4姉妹三女。家族思いではあるが、お金にはうるさい性格である。
佐々本 周平
演 - 竹中直人
青修学院大学の准教授で考古学者。佐々本4姉妹の父。5年前に妻に先立たれた。普段は出張などで外出していることが多い。

### 横浜中央警察署
国友 靖之
演 - 吉沢悠
横浜中央署の刑事。4姉妹とは事件を通して知り合い、彼女たちと協力し事件を解明する。
三崎 太郎
演 - 近藤芳正
国友の上司。部下には態度が強く、上司や目上の人物に対しては態度が弱い。ナルシストな一面もある。
山田 邦夫
演 - 日野陽仁
三崎や国友と直属の上司。部下の的はずれな推理を信用するので、事実上は頼りにならない。
田島 明日香
演 - 原史奈
横浜中央署・交通課の警官。後輩の英子と行動を共にし、想いを寄せる国友にアタックする。
新藤 英子
演 - 桜井知里
明日香とコンビを組む警官。国友をはじめ、イケメンの前では態度が変わる。
刑事達
演 - 佐野元哉、松井晶煕、川島広輝
横浜中央署・捜査課の刑事。

### 佐々本家の関係者
城之内 秀樹
演 - 生瀬勝久
加津代の内縁の夫。加津代とは長い付き合いで、好かれているのをいいことに自由気ままに生活している。
宮本 加津代
演 - 室井滋
4姉妹の亡き母親の妹。佐々本4姉妹の叔母。不動産を複数持っている。面倒見が良く様々なかたちで4姉妹をバックアップしてくれるが、人一倍でしゃばり。

### ゲスト

#### 第1話「放火殺人…完全犯罪vs4姉妹」
安藤 健司
演 - 風間トオル
佐々本家の近所に住む画家。佐々本家とは家族ぐるみの付き合い。
安藤 岐子
演 - 若林志穂
健司の妻。かつては夫の絵のモデルをしていた。
植松 宏
演 - 升毅
青修学院大学・考古学部の教授。周平の上司にあたる男。
水口 淳子
演 - 渡部彩
周平の部屋で焼死体で発見された妊婦。警察の調べでキャバクラで働いていた事と、学生時代に周平の考古学の授業を受けていた事がわかる。
神田 初江
演 - 上野なつひ
面倒見が良い姉御肌のキャバクラ嬢。淳子の同僚で、事件に関する重要な証言を隠している。

#### 第2話「高級エステ殺人! 消えた令嬢」
近田 昌子
演 - 川島なお美
白鳥ビューティークリニックのチーフエステティシャン。社長の君代から抜群な信頼を得ている。
白鳥 君代
演 - 相本久美子
白鳥ビューティークリニックの社長。エステサロンを切り盛りするやり手女性。
白鳥 早苗
演 - 前田亜季
君代の娘。母の反対を受けながらも栄一と交際していた。
高岡 健介
演 - デビット伊東
白鳥ビューティークリニックのスタッフ。自分の仕事をきちんとこなしている。
大沼 謙吾
演 - 松尾伴内
白鳥ビューティークリニックの社長秘書。職務に忠実な男。
原 知子
演 - 梅宮万紗子
白鳥ビューティークリニックのエステティシャン。訳あってエステで働く綾子の指導をする。
小西 清子
演 - 大島さと子
栄一の母。息子の手帳に書いていた夕里子がトラブルの張本人だと思い、家に押しかける。
小西 栄一
演 - 安居剣一郎
遺体で発見された青年。警察に自殺と断定される。

#### 第3話「お見合い相手は殺人犯!? 人気女優がねらわれる」
西崎 敦夫
演 - 長谷川初範
ファッション雑誌『モードジャポン』の編集長。チョイ悪風のスマートな風貌。
小野田 絹子
演 - 東てる美
西崎の元妻。西崎とは息子の修一のこともありいまだに連絡を取り合っている様子。
守田 アカネ
演 - 前田愛
清純派の人気女優。『狂った愛』でヒロインを演じているものの、脚本を担当している絹子からは演技を酷評されている。
小野田 修一
演 - 斉藤祥太
西崎と絹子の息子。口が悪く周囲にたいして常に斜に構えている。
神谷 紀子
演 - 岡田薫
綾子の大学の先輩。何者かにより絞殺されてしまう。
山形 節子
演 - 真由子
綾子の大学の先輩。フリーライターで『モードジャポン』などに寄稿している。
矢沢 浩市
演 - 曽根悠多
「コウ様」の愛称で親しまれる人気俳優。おば様世代から圧倒的な支持を得ている。

#### 第4話「死神に愛された女」
室田 春代
演 - 小沢真珠
ファッションブランド「HARUYO」のデザイナー。一時は人気だったブランドだが、最近は落ち目との評判。夫の室田が殺害されたのに悲しむ素振りを見せず、「私が死神にのろわれているせい」などと奇妙なことを口走る。
村井 里子
演 - 中島ひろ子
春代のマネージャー。春代に関するあらゆる仕事をテキパキとこなすデキる女。
堀江 涼子
演 - 野波麻帆
堀江の娘で真理の大学時代の同級生。事件の真相解明を夕里子たちに任せる。
木下 伸子
演 - 橘実里
ファッションデザイナー。最近までは春代の下で働いていたが、独立し「NOBU」というブランドを立ち上げた。
木下 紀夫
演 - 中村繁之
伸子の兄。妹が立ち上げたブランドの経営を実質的に取り仕切っている。
内山 美登里
演 - 立原麻衣
HARUYOのスタッフ。私生活では多額の借金を抱えているらしく、夜は家政婦のアルバイトをしている。
堀江 均
演 - 松澤一之
涼子の父親。室田を殺害し、「室田は死んで当然の男だ」という言葉を残して自ら命を絶った。
室田 克彦
演 - 山田明郷
室田エンタープライズ社長。堀江と金銭トラブルで、社長室でもみ合いになり護身用に持っていた銃を取り出すが、逆に撃たれて死亡する。

#### 第5話「催眠術殺人!? 殺しあう姉妹」
佐久間 高志
演 - 袴田吉彦
オフィスビルの警備員。親切な男で、ビルを訪れた夕里子にも気さくに接する。
宮下 あかり
演 - さとう珠緒
中小商社に勤めるOL。年齢が離れているが、周平と付き合っているらしい。
上田 マキ
演 - 葵
玲子が絞殺された事件の一部始終を目撃したOL。事件のことについて何かを隠している。
内海 玲子
演 - 舟木幸
クリニックの臨床心理士。何者かに絞殺されてしまう。
根岸 武則
演 - 渡邉紘平
普通のサラリーマン。「自分は何も覚えていない」と言い事件との関係を否定する。
植松 宏
演 - 升毅
青修学院大学・考古学部教授。前回も登場した。今回も不審な行動を取る。

#### 第6話「温泉で復讐!? 混浴露天風呂の秘密…」
森下 唯
演 - 浅見れいな
恋人の勝幸と矢魔八楼に宿泊に来た女性。宿に到着した時に、体調を崩してしまう。しかし、温泉で休んで回復したらしい。恵が殺された時は勝幸と部屋にいて、アリバイはない。
田村 勝幸
演 - 海東健
唯の恋人。唯を気遣う優しい青年。恵が殺された時は唯と2人で部屋にいたため確かではない。
増淵 幹夫
演 - 阿南健治
矢魔八楼の番頭。妻の光子と宿を切り盛りしている。恵が殺害された事件について何かを隠している。
増淵 光子
演 - 鈴木早智子
矢魔八楼の女将。宿のオーナーの光三郎に認められ、女将になる。金井と恵の事件について何かを隠している。
水口 信行
演 - 神保悟志
地元の警察官。金井が死体で発見された事件で横浜からやってきた国友たちをサポートする。
金井 健太
演 - 大西耕治
矢魔八楼の従業員。付近の河原で死んでいるのが発見された。
三宅 光三郎
演 - 寺田農
矢魔八楼の社長。幹夫と光子によると、1か月前から旅行に出かけたきり連絡が取れない状況になっているらしい。
神田 恵
演 - 高橋慶子
紗代と瑞穂を連れて矢魔八楼に泊まりに来た女性。何者かに襲われ、殺害されてしまう。
秋葉 紗代
演 - 保里佐和
恵の友人。大騒ぎして雰囲気を壊してしまうイマドキ娘。
四谷 瑞穂
演 - 野間れい
恵の友人。人への思いやりに欠けるイマドキ娘。

#### 第7話「増毛剤の復讐!? 花嫁を消す（秘）トリック」
米原 朋子
演 - 宮地真緒
珠美のバイト先の先輩。恋人の和人と駆け落ちするために式場から姿を消す。
市川 和人
演 - 斉藤慶太
朋子の恋人。弁護士を目指しており、現在は司法浪人中とのこと。
米原 竜也
演 - 国広富之
朋子の父。14年前に画期的な育毛剤を開発した資産家。
米原 里美
演 - 石野真子
竜也の再婚相手で朋子にとっては継母。米原メディカルでは専務を務めている。
風野 明
演 - 金山一彦
米原の秘書。普段は忠実な部下だが、朋子によると、現在里美と不倫関係。
前田 みゆき
演 - 羽里早紀子
珠美のバイト先の先輩。朋子を式場から逃がすため着ていた服を交換するが、ウェディングドレスに小型爆弾が仕掛けられていて命を落としてしまう。
レイジ
演 - 高木将大
里美が通っていたホストクラブ「ホワイトナイツ」のホスト兼責任者。口が軽い。
牧田 紘一
演 - 斉藤岳
朋子の結婚相手。新婦の朋子に逃げられてしまう。

#### 第8話「呪われた天才ピアニスト! 殺人連鎖の謎」
高田 恭二
演 - 金子賢
ピアニスト。高名なピアニスト・深野須美子の内弟子として研さんを積んでいたが、「才能がない」と言われ、彼女の元を飛び出す。須美子が自殺してから、不幸なことが起こるようになる。
山根 令那
演 - 雛形あきこ
恭二の恋人。須美子に「才能がない」と宣告され絶望していた恭二の心を癒し、固い絆で結ばれて駆け落ち。須美子が自殺してから、不幸なことが起こるようになる。
村井 康夫
演 - 布施博
音楽事務所社長。元は須美子のマネージャー。須美子が自殺すると自ら事務所を立ち上げた。
山根 定一
演 - 寺泉憲
令那の父。会社を経営する資産家だが、親の反対を押し切って男と駆け落ちした娘を勘当したという頑固な親父。
山根 静江
演 - 水沢アキ
令那の母。生来頑固で偏屈なため素直になれない夫を、陰で後押しするできた妻。
深野 須美子
演 - 大場久美子
人気と実力を兼ね備えた高名なピアニスト。呪いの遺書を遺して自殺を遂げる。
三田 咲子
演 - 大島蓉子
辻占いの女。道を歩いていた令那に、「あんた、呪われてるね」と声を掛けてくる。
安部 秀明
演 - 篠原功生
ピアニスト。コンサートにメインアーチストとして出演する予定だったが、階段から転落し腕を負傷してしまう。

#### 最終話「ストーカーと、殺しのキス」
田渕 かおり
演 - 秋本奈緒美
暴力団・田渕組の組長の妻。命を狙われた際、張り込んでいた国友に助けられたことがある。それ以来、国友をちゃん付けで呼んでいる。夕里子と国友が付き合っていると勘違いしていた。
平野 卓郎
演 - 羽場裕一
清修学院大学教務課の職員。夕里子のストーカーのことでも親身になって相談に乗る姿勢を見せるが…。
宮田 孝一
演 - 半田健人
夕里子の高校の担任。夕里子のことを気にかけているようで、その後も何かと周囲に現れるが…。
大沼 譲司
演 - 工藤俊作
田渕組の構成員。組長・田渕のもとで仕事をしてきたが、田渕亡き後は、かおりに付き従って忠実に命令を聞いている。
田渕 泰男
演 - 町田政則
暴力団・田渕組の組長。ある日、国友によって他殺体で発見される。

## スタッフ
- 原作 - 赤川次郎「三姉妹探偵団」（講談社）
- 脚本 - 福田卓郎、高山直也、立見千香
- 音楽 - 辻陽
- 演出 - 新城毅彦（5年D組）、池添博（5年D組）、常廣丈太（テレビ朝日）
- 主題歌 - YUI「Namidairo」
- プロデューサー - 横地郁英（テレビ朝日）、奈良井正巳（ABC）、太田雅晴（5年D組）
- チーフプロデューサー - 桑田潔（テレビ朝日）
- 技斗 - 佐々木修平
- 技術協力 - ビデオスタッフ
- 美術協力 - KFライズ
- スタジオ - 東京メディアシティ
- 制作協力 - 5年D組
- 制作 - ABC・テレビ朝日

## 放送日程
| 各話                                                          | 放送日        | サブタイトル                                | 脚本     | 演出     | 視聴率 |
| ------------------------------------------------------------- | ------------- | ------------------------------------------- | -------- | -------- | ------ |
| 第1話                                                         | 2008年1月18日 | 放火殺人…完全犯罪vs4姉妹                    | 福田卓郎 | 新城毅彦 | 9.2%   |
| 第2話                                                         | 2008年1月25日 | 高級エステ殺人! 消えた令嬢                  | 高山直也 | 新城毅彦 | 6.4%   |
| 第3話                                                         | 2008年2月01日 | お見合い相手は殺人犯!? 人気女優がねらわれる | 立見千香 | 池添博   | 8.1%   |
| 第4話                                                         | 2008年2月08日 | 死神に愛された女                            | 福田卓郎 | 常廣丈太 | 3.5%   |
| 第5話                                                         | 2008年2月15日 | 催眠術殺人!? 殺しあう姉妹                   | 高山直也 | 新城毅彦 | 7.0%   |
| 第6話                                                         | 2008年2月22日 | 温泉で復讐!? 混浴露天風呂の秘密…            | 福田卓郎 | 池添博   | 7.4%   |
| 第7話                                                         | 2008年2月29日 | 増毛剤の復讐!? 花嫁を消す（秘）トリック     | 立見千香 | 常廣丈太 | 6.4%   |
| 第8話                                                         | 2008年3月07日 | 呪われた天才ピアニスト! 殺人連鎖の謎        | 高山直也 | 池添博   | 7.0%   |
| 最終回                                                        | 2008年3月14日 | ストーカーと、殺しのキス                    | 福田卓郎 | 新城毅彦 | 8.0%   |
| 平均視聴率 7.0%（視聴率はビデオリサーチ調べ、関東地区・世帯） |               |                                             |          |          |        |

## 遅れネット局
- UTYテレビ山梨（TBS系列） - 2008年4月30日～5月15日放映。
- FBC福井放送（日本テレビ/テレビ朝日系列） - 2008年5月5日から放映。
- BSS山陰放送（TBS系列） - 2008年5月25日～30日『アフタヌーンスペシャル』枠で放映。
- MRT宮崎放送（TBS系列） - 2008年4月3日毎週木曜日14:55〜15:50放映。